# استئارات کادمیوم
استئارات کادمیوم (به انگلیسی: Cadmium stearate) یک ترکیب شیمیایی با شناسه پاب‌کم ۱۶۶۸۱ است. شکل ظاهری این ترکیب، پودر سفید است.